# Vining (Minnesota)
Pour les articles homonymes, voir Vining.
Vining est une ville américaine située dans le Comté d'Otter Tail, dans le Minnesota. Selon le recensement de 2010, sa population est de 78 habitants.

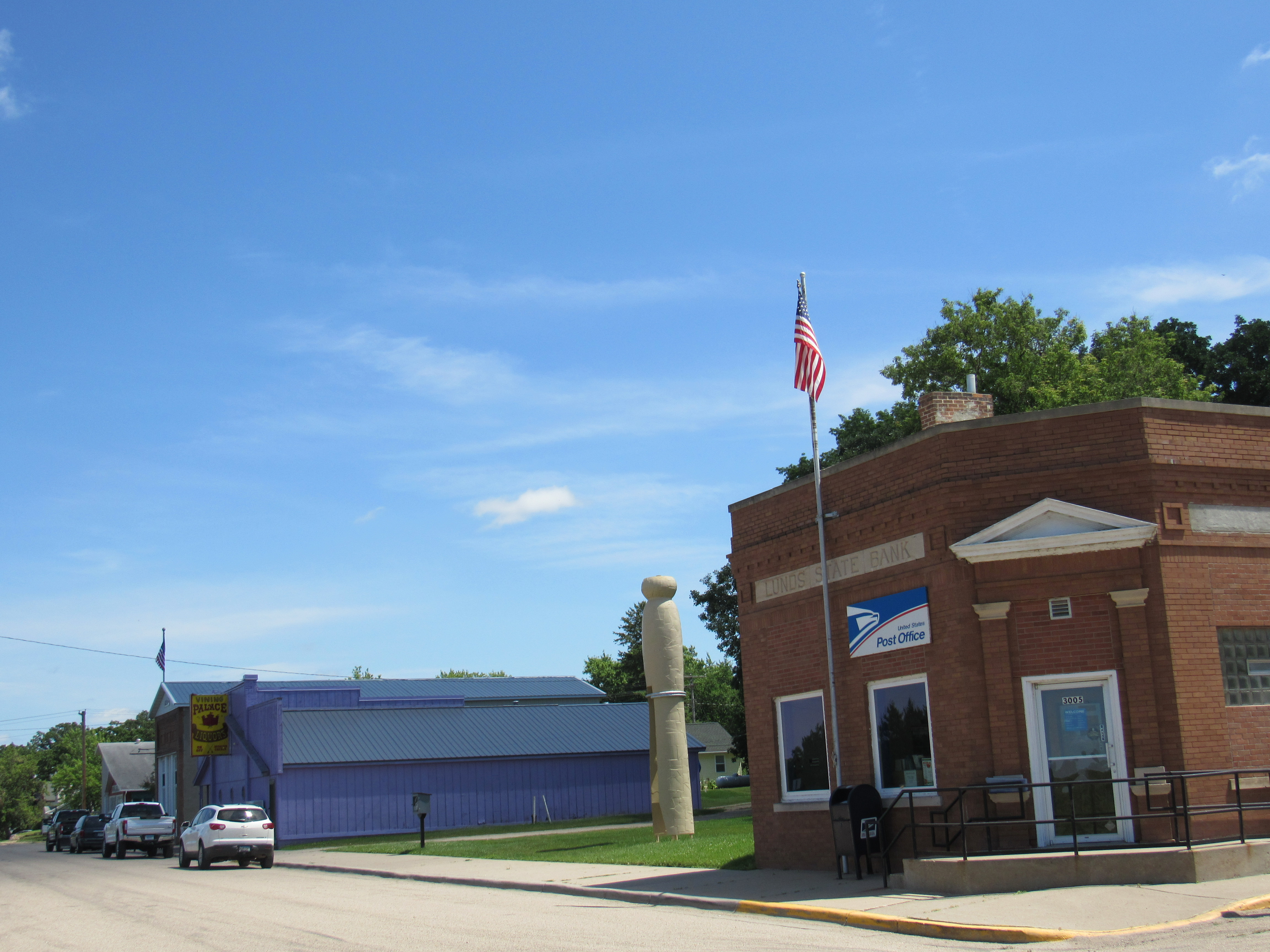
Bâtiments le long de la rue Front.